# 韦济讷
韦济讷（法語：Vézinnes，法語發音：[vezin]）是法国勃艮第-弗朗什-孔泰大区约讷省的一个市镇，属于阿瓦隆区。

## 地理
韦济讷（47°53'33"N, 3°56'36"E）面积6.3 平方千米，位于法国勃艮第-弗朗什-孔泰大區约讷省，该省份为法国中北部内陆省份，西接卢瓦雷省，西北接塞纳-马恩省，南至涅夫勒省，东临科多尔省，东北与奥布省接壤。
与韦济讷接壤的市镇（或旧市镇、城区）包括：特龙舒瓦、瑞奈、韦扎讷、贝尔努伊、舍内、达讷穆瓦讷、罗费。

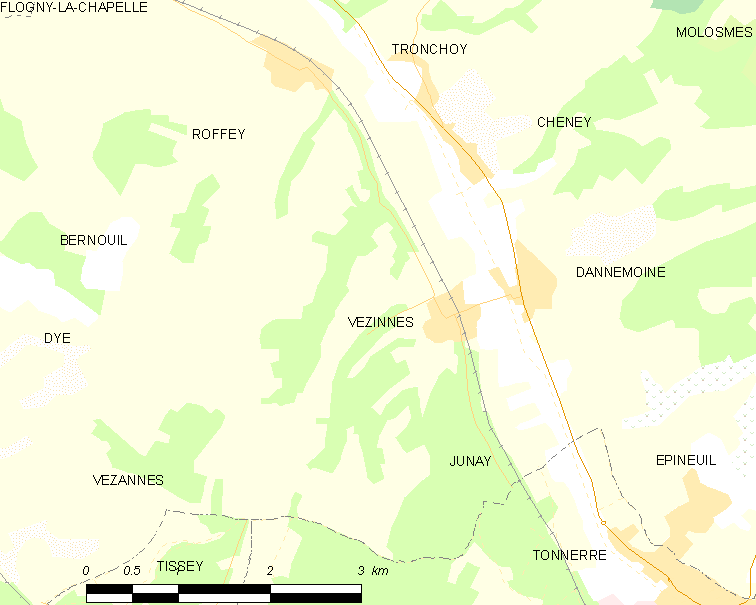
韦济讷的OSM定位图

韦济讷的时区为UTC+01:00、UTC+02:00（夏令时）。

## 行政
韦济讷的邮政编码为89700，INSEE市镇编码为89447。

## 政治
韦济讷所属的省级选区为托内鲁瓦县。

## 人口

1962-2008年间韦济讷人口变化图示

韦济讷于2022年1月1日时的人口数量为157人。